# Jamieson Oleksiak
Pour les articles homonymes, voir Oleksiak.
Jamieson Oleksiak (né le 21 décembre 1992 à Toronto,  dans la province de l'Ontario au Canada) est un joueur professionnel canadien et américain de hockey sur glace. Oleksiak a été sélectionné 14e au premier tour du repêchage d'entrée dans la LNH 2011 par les Stars de Dallas, représentant le plus haut choix dans l'histoire de l'université du Nord-Est.

## Carrière de joueur

### Carrière junior
Après deux saisons dans la United States Hockey League, Jamieson (appelé Jamie) fréquente l'université Northeastern pendant un an, où il accumule 13 points avec 4 buts et 9 assistances, ainsi que le meilleur plus/minus de l'équipe. Après sa première saison avec les Huskies de Northeastern, Oleksiak décide de retourner et poursuivre son développement dans la Ligue Canadienne de Hockey. Le 25 juillet 2011, les Spirit de Saginaw annonce qu'ils ont signé un contrat avec Oleksiak dans la Ligue de Hockey de l'Ontario.
Le 6 octobre 2011, il est annoncé que Jamie Oleksiak a signé un contrat d'entrée de trois ans avec les Stars de Dallas, dans la Ligue National de Hockey (LNH),. Les Saginaw Spirit étant mal classé pour la saison 2011-2012, Oleksiak est échangé le 10 janvier 2012 aux IceDogs du Niagara, en course pour le titre.

### Carrière professionnelle
Le 30 janvier 2013, les Stars de Dallas rappellent Oleksiak des Stars du Texas (club affilié de la LAH). Oleksiak assiste Brenden Morrow et marque son premier point en NHL le 13 février contre les Flames de Calgary. Le 28 octobre 2014, il marque son premier but en LNH contre les Blues de St Louis. Il finit la saison avec 8 points en 36 matchs.
En 2016-2017, Jamie Oleksiak réalise sa première saison complète avec les Stars de Dallas. Une blessure à la main et plusieurs retranchements de l'effectif (bien qu'en bonne santé) le limiteront à 41 matchs.
Le 4 août 2017, les Stars re-signent Oleksiak pour un contrat d'un an, d'un montant de 964 888 dollars. Pourtant, il est échangé aux Penguins de Pittsburgh le 19 décembre contre un choix conditionnel de 4e tour au repêchage d'entrée de la LNH 2019.
Le 28 janvier 2019, il est rapatrié par les Stars en provenance de Pittsburgh en retour d'un choix de 4e ronde au repêchage 2019.
Le 21 juillet 2021, il est sélectionné lors du repêchage d'expansion de la nouvelle équipe de la Ligue nationale de hockey, le Kraken de Seattle.

### Carrière internationale
Oleksiak possède la double nationalité canadienne et américaine. Il représente les États-Unis en 2009, pour le Hlinka Memorial Tournament et termine en quatrième place. Il décide par la suite qu'il représentera le Canada au niveau international.

## Statistiques

### En club
| Saison     | Équipe                  | Ligue      |     | Saison régulière | Saison régulière | Saison régulière | Saison régulière | Saison régulière |   | Séries éliminatoires | Séries éliminatoires | Séries éliminatoires | Séries éliminatoires | Séries éliminatoires |
| Saison     | Équipe                  | Ligue      | PJ  | B                | A                | Pts              | Pun              | PJ               | B | A                    | Pts                  | Pun                  |                      |                      |
| 2008-2009  | Little Caesars (MM)     | Midget     | 30  | 3                | 7                | 10               | 31               | -                | - | -                    | -                    | -                    |                      |                      |
| 2008-2009  | Steel de Chicago        | USHL       | 29  | 0                | 4                | 4                | 47               | -                | - | -                    | -                    | -                    |                      |                      |
| 2009-2010  | Steel de Chicago        | USHL       | 29  | 0                | 10               | 10               | 43               | -                | - | -                    | -                    | -                    |                      |                      |
| 2009-2010  | Stampede de Sioux Falls | USHL       | 24  | 2                | 2                | 4                | 32               | 3                | 0 | 1                    | 1                    | 2                    |                      |                      |
| 2010-2011  | Huskies de Northeastern | NCAA       | 38  | 4                | 9                | 13               | 57               | -                | - | -                    | -                    | -                    |                      |                      |
| 2011-2012  | Spirit de Saginaw       | LHO        | 31  | 6                | 5                | 11               | 24               | -                | - | -                    | -                    | -                    |                      |                      |
| 2011-2012  | IceDogs de Niagara      | LHO        | 28  | 6                | 15               | 21               | 23               | 20               | 0 | 4                    | 4                    | 6                    |                      |                      |
| 2012-2013  | Stars du Texas          | LAH        | 59  | 6                | 27               | 33               | 29               | 9                | 0 | 1                    | 1                    | 6                    |                      |                      |
| 2012-2013  | Stars de Dallas         | LNH        | 16  | 0                | 2                | 2                | 14               | -                | - | -                    | -                    | -                    |                      |                      |
| 2013-2014  | Stars du Texas          | LAH        | 69  | 5                | 18               | 23               | 31               | 21               | 0 | 5                    | 5                    | 8                    |                      |                      |
| 2013-2014  | Stars de Dallas         | LNH        | 7   | 0                | 0                | 0                | 2                | -                | - | -                    | -                    | -                    |                      |                      |
| 2014-2015  | Stars du Texas          | LAH        | 35  | 4                | 12               | 16               | 12               | 3                | 0 | 0                    | 0                    | 0                    |                      |                      |
| 2014-2015  | Stars de Dallas         | LNH        | 36  | 1                | 7                | 8                | 8                | -                | - | -                    | -                    | -                    |                      |                      |
| 2015-2016  | Stars de Dallas         | LNH        | 19  | 0                | 2                | 2                | 21               | -                | - | -                    | -                    | -                    |                      |                      |
| 2015-2016  | Stars du Texas          | LAH        | 8   | 0                | 2                | 2                | 2                | -                | - | -                    | -                    | -                    |                      |                      |
| 2016-2017  | Stars de Dallas         | LNH        | 41  | 5                | 2                | 7                | 37               | -                | - | -                    | -                    | -                    |                      |                      |
| 2017-2018  | Stars de Dallas         | LNH        | 21  | 1                | 2                | 3                | 18               |                  |   |                      |                      |                      |                      |                      |
| 2017-2018  | Penguins de Pittsburgh  | LNH        | 47  | 4                | 10               | 14               | 69               | 12               | 1 | 0                    | 1                    | 7                    |                      |                      |
| 2018-2019  | Penguins de Pittsburgh  | LNH        | 36  | 4                | 7                | 11               | 37               | -                | - | -                    | -                    | -                    |                      |                      |
| 2018-2019  | Stars de Dallas         | LNH        | 21  | 0                | 1                | 1                | 8                | 4                | 0 | 0                    | 0                    | 0                    |                      |                      |
| 2019-2020  | Stars de Dallas         | LNH        | 69  | 3                | 7                | 10               | 41               | 27               | 5 | 4                    | 9                    | 26                   |                      |                      |
| 2020-2021  | Stars de Dallas         | LNH        | 56  | 6                | 8                | 14               | 35               | -                | - | -                    | -                    | -                    |                      |                      |
| 2021-2022  | Kraken de Seattle       | LNH        | 72  | 1                | 16               | 17               | 54               | -                | - | -                    | -                    | -                    |                      |                      |
| 2022-2023  | Kraken de Seattle       | LNH        | 75  | 9                | 16               | 25               | 72               | 14               | 1 | 2                    | 3                    | 8                    |                      |                      |
| 2023-2024  | Kraken de Seattle       | LNH        | 82  | 2                | 13               | 15               | 37               | -                | - | -                    | -                    | -                    |                      |                      |
| Totaux LNH | Totaux LNH              | Totaux LNH | 598 | 36               | 93               | 129              | 453              | 57               | 7 | 6                    | 13                   | 41                   |                      |                      |

### En équipe nationale
| Année | Équipe | Compétition                 |    | PJ | B | A | Pts | Pun | +/-                |  | Résultat |
| 2012  | U20    | Championnat du monde junior | 6  | 0  | 0 | 0 | 2   | +4  | Médaille de bronze |  |          |
| 2024  | Canada | Championnat du monde        | 10 | 0  | 3 | 3 | 8   | +7  | 4e place           |  |          |

## Famille dans le sport
- Frère de Penny Oleksiak (championne olympique de natation)[11].